# UA2
UA2 — эксперимент (детектор) в физике высоких энергий, который проводился в ЦЕРНе с 1981 по 1983 г. на коллайдере SPS. Открытие W- и Z-бозонов в ходе этого эксперимента и эксперимента UA1 в 1982 г. привело к награждению Нобелевской премией по физике Карло Руббиа и Симона ван дер Меера в 1984 г.